# Renger Witkamp
Rentje Frederik (Renger) Witkamp (Vlaardingen, 9 maart 1959) is een Nederlands bioloog, farmacoloog en hoogleraar. 
Hij werd op 15 mei 2006 benoemd tot hoogleraar "Voeding en Farmacologie" aan de Wageningen Universiteit en Researchcentrum, een vakgebied dat hij destijds beschreef als "het wetenschapsgebied dat zich bezighoudt met het bestuderen van effecten van biologisch actieve stoffen in de voeding, met als doel een gezondheidsbevorderend of genezend effect te bewerkstelligen". 
Voeding en Farmacologie werd bij de aanstelling van Renger Witkamp als nieuwe leerstoel ingesteld aan de Wageningen Universiteit (afdeling Humane Voeding). Per 1 januari 2019 werden de onderwijs- en onderzoeksopdracht verruimd en werd de naam van de leerstoel gewijzigd in "Nutritional Biology". Deze richt zich momenteel vooral op de rol van voeding bij het behoud en verbeteren van de fysieke en cognitieve prestaties van mensen tijdens veroudering, herstel en revalidatie.
Witkamp heeft biologie (1977-1980) en farmacie (1980-1986) gestudeerd in Utrecht. Zijn promotieonderzoek (1987-1992) vond plaats aan de faculteit Diergeneeskunde van de Universiteit Utrecht en had als onderwerp: "Effecten van hormonen op omzetting van geneesmiddelen". Naast zijn promotie onderzoek werkte hij als apotheker in de apotheek van de faculteit Diergeneeskunde. Tussen 1992 en 2000 (vanaf 1996 in deeltijd) werkte hij als Universitair Docent en Universitair Hoofddocent bij de afdeling Veterinaire Farmacologie van de Universiteit Utrecht.
Van april 1996 tot eind 2010 werkte hij bij TNO (Zeist en Leiden) en heeft daar verschillende functies bekleed op het gebied van Farmacologie en Voeding. Tot 1 mei 2006 gaf hij leiding aan TNO Pharma, waarna hij, aanvankelijk in deeltijd, bij Wageningen University tot hoogleraar werd benoemd. Sinds eind 2010 is hij voltijds in dienst bij Wageningen University.

## Persoonlijk
Witkamp is opgegroeid in Apeldoorn, waar hij in 1977 zijn VWO diploma haalde aan het Christelijk Lyceum. Hij is getrouwd en heeft twee dochters.